# Vogelverschrikker

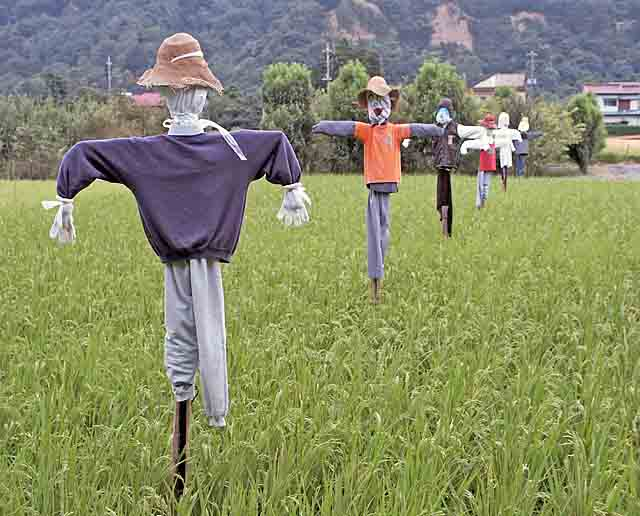
Vogelverschrikkers in een rijstveld in Japan

Een vogelverschrikker is een voorwerp dat bedoeld is om vogels af te schrikken. Kraaien en andere kleine en middelgrote vogels zijn vaak ongenode gasten in moestuinen, boomgaarden en op akkerland, omdat zij de geteelde vruchten en pasgezaaide zaden opeten en voor geluidsoverlast zorgen indien zij grote groepen vormen.
Ook bij vliegvelden doet men moeite om vogels uit de buurt te houden.
Oorspronkelijk werden voor vogelverschrikkers vooral poppen gebruikt, met gespreide armen en vaak gevuld met stro, om de vogels te laten denken dat de vogelverschrikker een mens was. Er zijn echter ook andere methoden in gebruik, zoals het ophangen van reflecterende slierten van aluminium in fruitbomen of een plastic zak aan een stok.
Al deze vogelverschrikkers werken slechts tijdelijk: na enige tijd zien de vogels dat ze er niets van te vrezen hebben en worden er zelfs nesten in een vogelverschrikker gebouwd.
Andere middelen zijn het ophangen van dode kraaien en het afspelen van angstkreten (het geluid waarmee vogels elkaar waarschuwen) door luidsprekers. Dit is effectief en werkt permanent. Wat ook goed werkt is het gebruik van knalapparaten, zoals gaskanonnen om de vogels weg te jagen. Vogels schrikken van de knallen en vliegen daardoor weg.

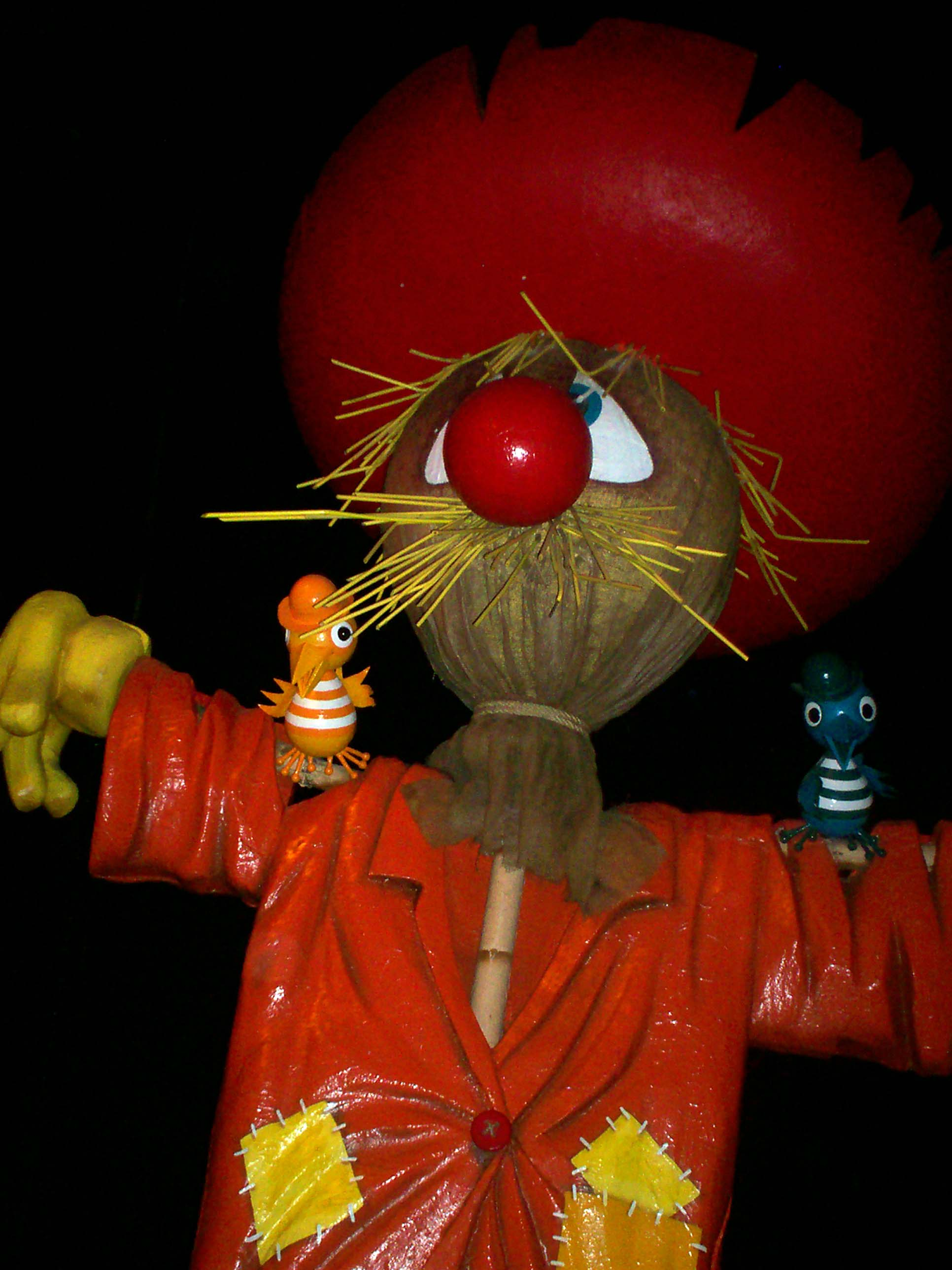
Een vogelverschrikker in de Efteling, Nederland
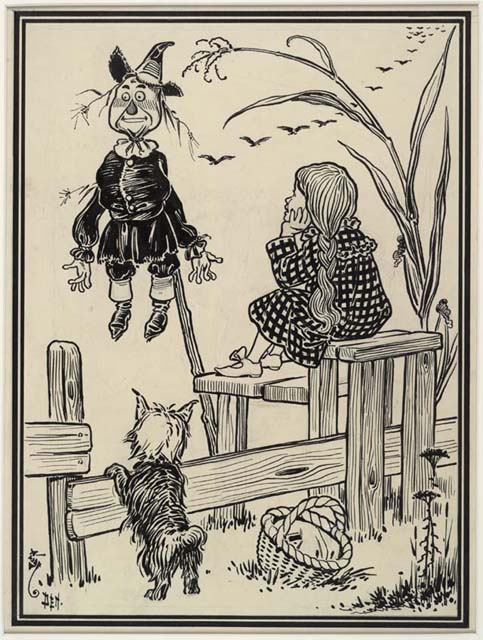
Dorothy en de vogelverschrikker in de tovenaar van Oz
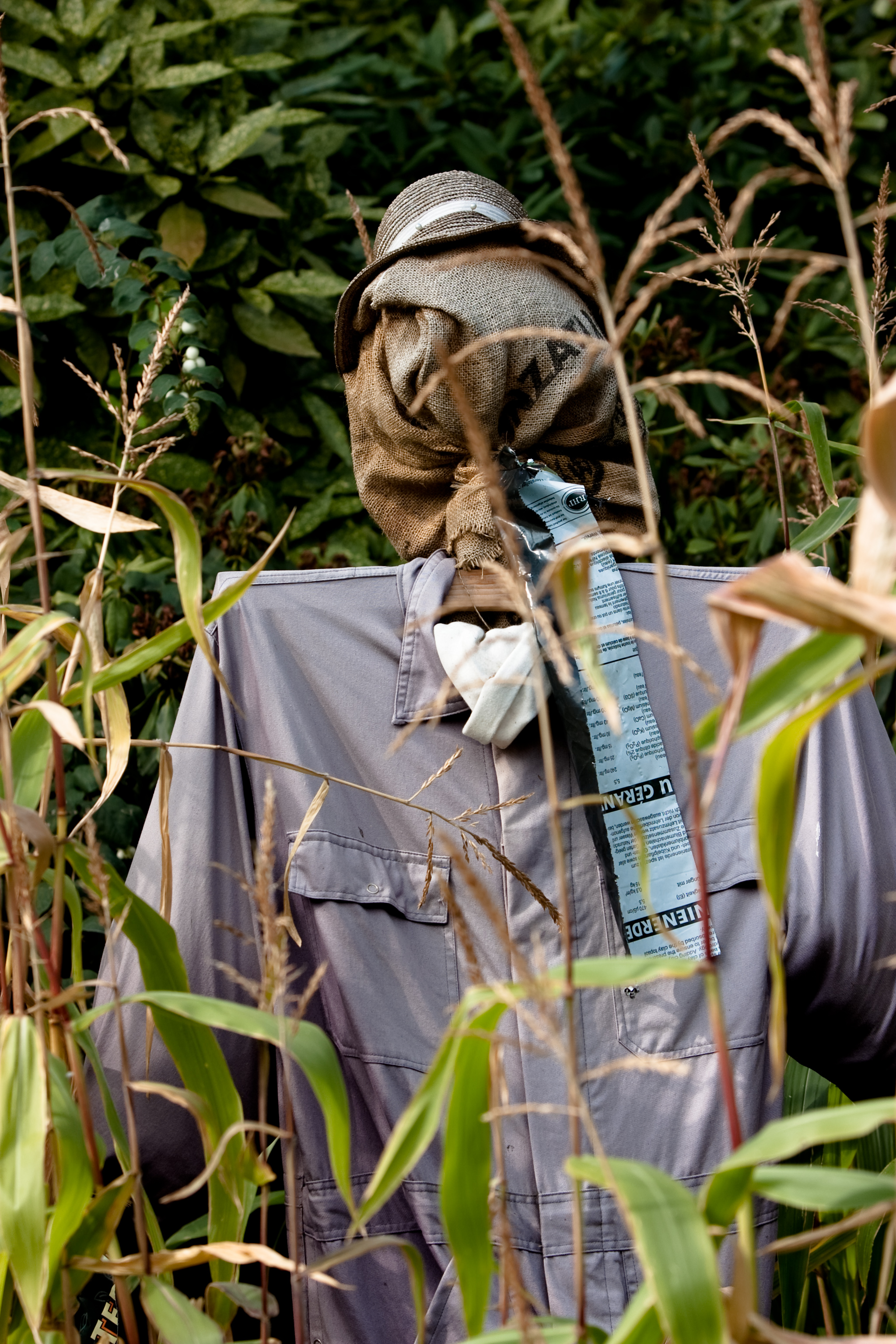
Een vogelverschrikker in Diergaarde Blijdorp, Nederland
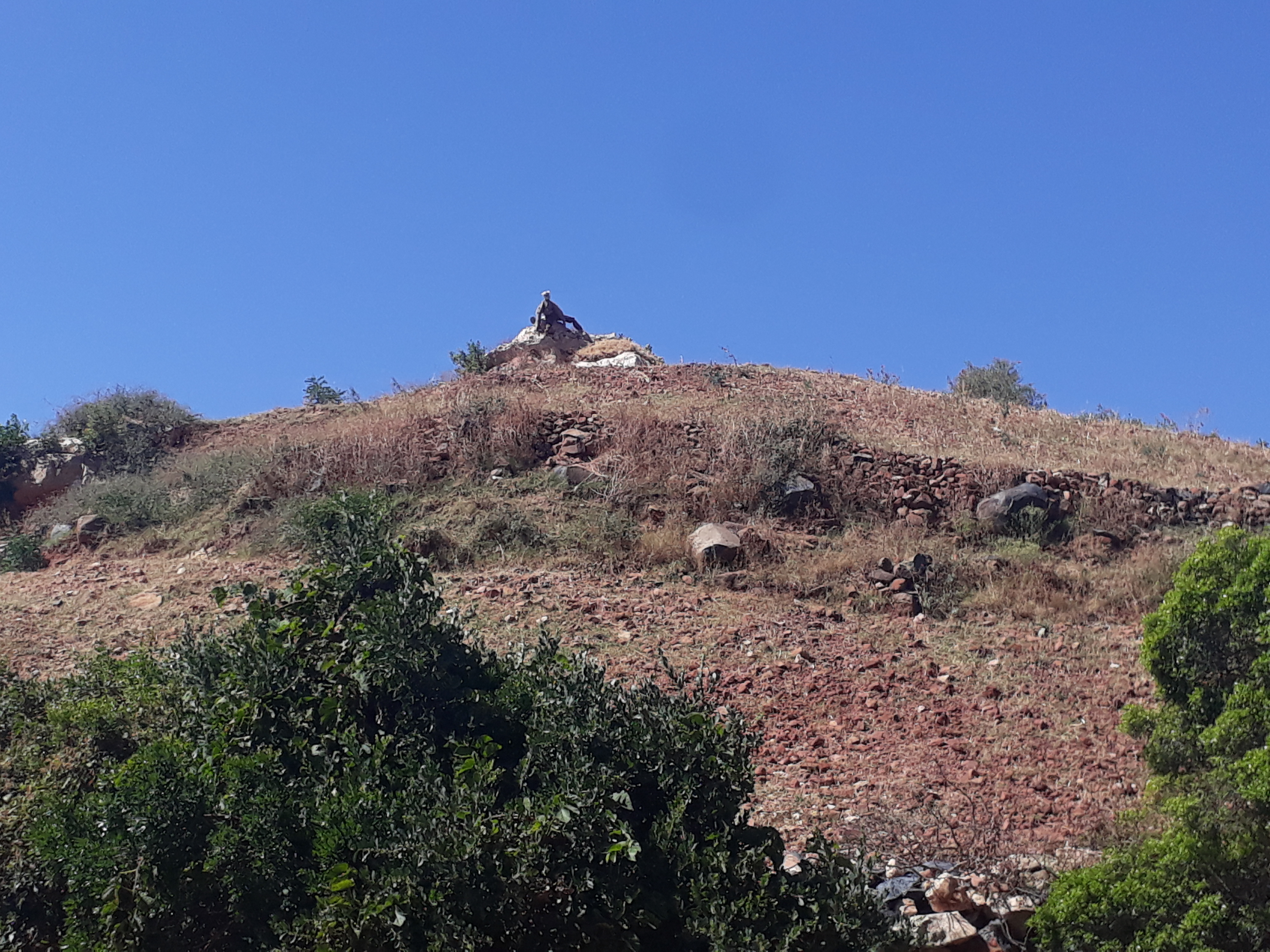
Een "apenverschrikker" in Dogu'a Tembien, Ethiopië
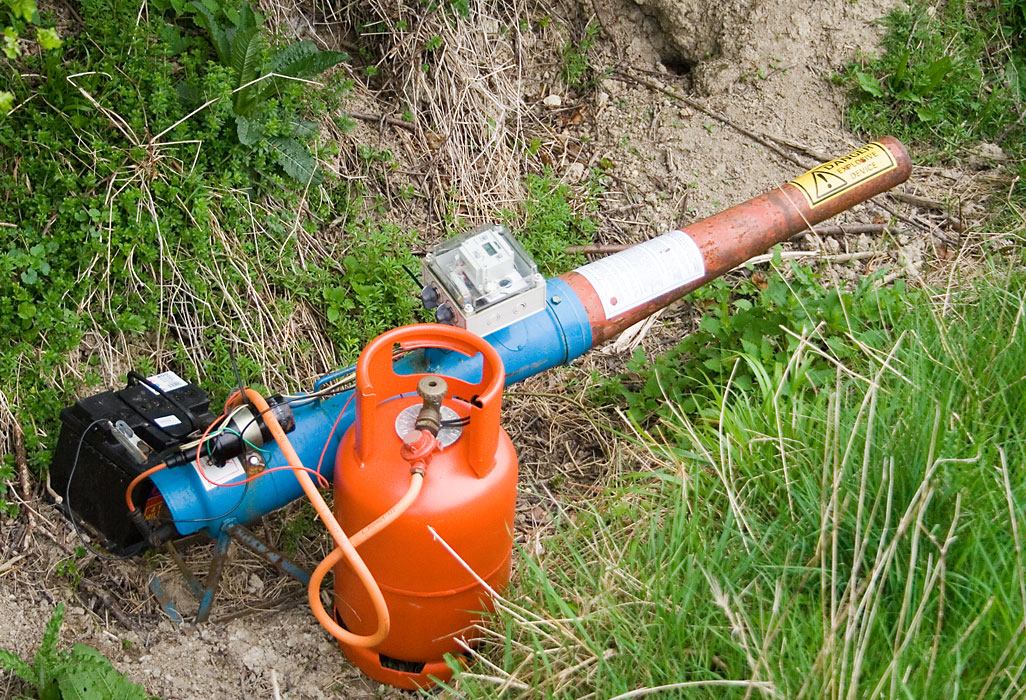
Gaspistool voor lawaai